# Interprovincial Championship 1972-73
El Interprovincial Championship de 1972-73 fue la vigésimo séptima edición del torneo de equipos provinciales de la Isla de Irlanda, es decir tanto de la República de Irlanda como de Irlanda del Norte.

## Sistema de disputa
El torneo se disputó en formato de todos contra todos, otorgando 2 puntos por el triunfo, 1 por el empate y 0 por la derrota. El equipo que obtuviera más puntos al final del campeonato era declarado campeón.

## Desarrollo
- Tabla de posiciones:[1]

| Pos. | Equipo         | Encuentros | Encuentros | Encuentros | Encuentros | Tantos | Tantos | Tantos | Puntos |
| Pos. | Equipo         | PJ         | PG         | PE         | PP         | F      | C      | Dif    | Puntos |
| ---- | -------------- | ---------- | ---------- | ---------- | ---------- | ------ | ------ | ------ | ------ |
| 1.º  | Leinster Rugby | 3          | 2          | 0          | 1          | 33     | 23     | +10    | 4      |
| 1.º  | Ulster Rugby   | 3          | 2          | 0          | 1          | 47     | 20     | +27    | 4      |
| 1.º  | Munster Rugby  | 3          | 2          | 0          | 1          | 32     | 16     | +16    | 4      |
| 4.º  | Connacht Rugby | 3          | 0          | 0          | 3          | 9      | 62     | -53    | 0      |

|  | Campeón. |

### Resultados
| 1972 | Leinster | 11 - 6 | Ulster |  |  |

| 1972 | Leinster | 13 - 0 | Connacht |  |  |

| 1972 | Munster | 17 - 9 | Leinster |  |  |

| 1972 | Munster | 12 - 3 | Connacht |  |  |

| 1972 | Ulster | 4 - 3 | Munster |  |  |

| 1972 | Ulster | 37 - 6 | Connacht |  |  |

| Bandera de Irlanda   |
| Campeón Leinster     |
| Décimo primer título |

| Bandera de Irlanda |
| Campeón Munster    |
| Décimo título      |

| Bandera de Irlanda   |
| Campeón Ulster       |
| Décimo primer título |